# 도굴 (영화)
《도굴》은 2020년 11월 4일에 개봉한 대한민국의 하이스트 영화이다.

## 캐스팅
- 이제훈 : 강동구 역
- 조우진 : 존스 박사 역
- 신혜선 : 윤세희 역
- 임원희 : 삽다리 역
- 송영창 : 상길 역
- 주진모 : 만기 역
- 이성욱 : 주광철 역
- 박세완 : 혜리 역
- 박진우 : 오 반장 역
- 이준혁 : 골동품점 사장 역
- 윤병희 : 박가 역
- 장유 : 선릉관리원 역
- 이황의 : 금고기술자 역
- 홍석연 : 골동품 주인 할아버지 역
- 이동용 : 벽돌집 사장 역
- 김세동 : 김 박사 역
- 송형수 : 김 비서 역
- 정진 : 민식 역
- 김영웅 : 젊은 상길 역
- 조승구 : 젊은 만기 역
- 기은유 : 어린 강동구 역
- 정세형 : 광철 패거리 1 역
- 김승현 : 광철 패거리 2 역
- 김윤 : 광철 패거리 3 역
- 김덕우 : 광철 패거리 4 역
- 장현진 : 광철 패거리 5 역
- 김인수 : 주지스님 역
- 안대천 : 스님 1 역
- 김혁종 : 스님 2 역
- 데이비드 이 : 중국인 큰손 역
- 윤쿄코 : 일본녀 역
- 박소정 : 중년여자 1 역
- 윤미향 : 중년여자 2 역
- 정상훈 : 국밥집 손님 1 역
- 김문호 : 국밥집 손님 2 역
- 조광유 : 중국인 손님 1 역
- 양미선 : 중국인 손님 2 역
- 강왕수 : 광부 1 역
- 전두현 : 광부 2 역
- 강전영 : 광부 3 역
- 손정환 : 광부 4 역
- 홍채윤 : 딜러 역
- 오승찬 : 카지노 매니저 역
- 오경민 : 룸싸롱 사장 역
- 서은 : 카페 사장 역
- 홍지은 : 카페 직원 역
- 하성민 : 문화재청 경비원 역
- 한상균 : YTN앵커 역
- 김지효 : 기상캐스터 역
- 김도희 : 황영사 기자 역
- 김형기 : 선릉기자 역
- 기소유 : 폭파아이 역
- 권루아 : 폭파아이 역
- 차승원 : 폭파강아지 역
- 우정 : 자전거 여자 역
- 홍서백 : 독사파 패거리 1 역
- 이현웅 : 독사파 패거리 2 역
- 윤영균 : 독사파 패거리 3 역
- 김하영 : 독사파 패거리 4 역
- 김우현 : 독사파 패거리 5 역
- 양형택 : 중국인 큰손 패거리 1 역
- 윤희용 : 중국인 큰손 패거리 2 역
- 연제혁 : 중국인 큰손 패거리 3 역
- 김희윤 : 중국인 큰손 패거리 4 역
- 진현광 : 상길 비서 1 역
- 박종범 : 상길 비서 2 역
- 송재생 : 오송박물관 청중 1 역
- 윤세현 : 오송박물관 청중 2 역
- 남지우 : 젊은상길 부하 역
- 김용석 : 일본녀 비서 역
- 김수우 : 마사지직원 1 역
- 김하영 : 마사지직원 2 역
- 허성태 : 독사파대장 역 (특별출연)
- 김주령 : 부동산사장님 역 (특별출연)

## 같이 보기
- 2020년 대한민국의 영화 목록